# Simogonius setosus
Simogonius setosus är en skalbaggsart som beskrevs av Rudolph Petrovitz 1969. Simogonius setosus ingår i släktet Simogonius och familjen Aphodiidae. Inga underarter finns listade i Catalogue of Life.